# András Róna-Tas
András Róna-Tas (ur. 30 grudnia 1931 w Budapeszcie) – węgierski uczony, historyk i językoznawca.

## Życiorys
Uczeń znakomitych węgierskich historyków Gyuli Ortutaya, Istvána Tálasiego, Gyuli Németha i Lajosa Ligetiego. Ukończył studia nad kulturą i językami Azji Środkowej – tybetańskim, mongolskim i tureckimi. W latach 1957–1958 w Mongolii prowadził terenowe badania antropologiczne nad kulturą, językiem i folklorem tamtejszych koczowników. W połowie lat 60. XX wieku prowadził badania terenowe nad Czuwaszami nad środkową Wołgą. W 1971 w Węgierskiej Akademii Nauk obronił pracę „Teoria pokrewieństwa językowego i związków językowych między językami czuwaskim i mongolskim”. W latach 1968–2002 wykładowca w katedrze badań nad ludami ałtajskimi i prehistorią Węgrów na Uniwersytecie Józsefa Attili w Segedynie; rektor tego uniwersytetu w latach 1990 i 1992. Visiting professor na uniwersytecie w Bonn (1971–1972 i 1985–1986) i w Wiedniu (1982–1983). Od 2002 na emeryturze.
Zajmował się głównie prehistorią Węgrów oraz historią, kulturą i językami dawnych i współczesnych ludów Azji Środkowej: Tybetańczyków, Kipczaków, Chazarów, Turkutów i Alanów. Autor ponad 450 artykułów, monografii i przeglądów oraz kilkudziesięciu większych prac. Jego najważniejsze dzieło to A honfoglaló magyar nép („Węgrzy w czasach zajęcia ojczyzny”) z 1996. Laureat nagrody Humboldta w 1996.
W Polsce wydano jego pracę Nomádok nyomában. Etnográfus szemmel Mongóliában z 1961 pt. „Mongolia” (przeł. Eugeniusz Mroczko, „Wiedza Powszechna”, Warszawa 1965).